# قطعنامه ۳۱۱ شورای امنیت
قطعنامه  ۳۱۱ شورای امنیت سازمان ملل متحد که در تاریخ ۰۴ فوریه ۱۹۷۲ تصویب شد، سندی بین‌المللی دربارهٔ مسئله درگیری های نژادی در آفریقای جنوبی ناشی از سیاست های آپارتاید دولت جمهوری آفریقای جنوبی است. این قطعنامه طی نشست ۱٬۶۳۸ام 
با ۱۴ موافق،۰ مخالف و۱ ممتنع تصویب شد.